# Steinrode
Steinrode é uma vila e antigo município da Alemanha localizado no distrito de Eichsfeld, estado da Turíngia.  Pertencia ao verwaltungsgemeinschaft de Eichsfeld-Südharz. Desde 1 de dezembro de 2011, faz parte do município de Sonnenstein.